# Eunidia cordifera
Eunidia cordifera är en skalbaggsart som beskrevs av Aurivillius 1914. Eunidia cordifera ingår i släktet Eunidia och familjen långhorningar.
Artens utbredningsområde är Kenya. Inga underarter finns listade i Catalogue of Life.